# Aqüeductes de Cantalloc
Els aqüeductes de Cantalloc són una sèrie d'aqüeductes situats a 4 km al nord de la ciutat de Nazca (Perú), construïts per la cultura nazca. Es van construir més de 40 aqüeductes que es poden utilitzar durant tot l'any. Hi ha altres aqüeductes a diferents punts de la ciutat.

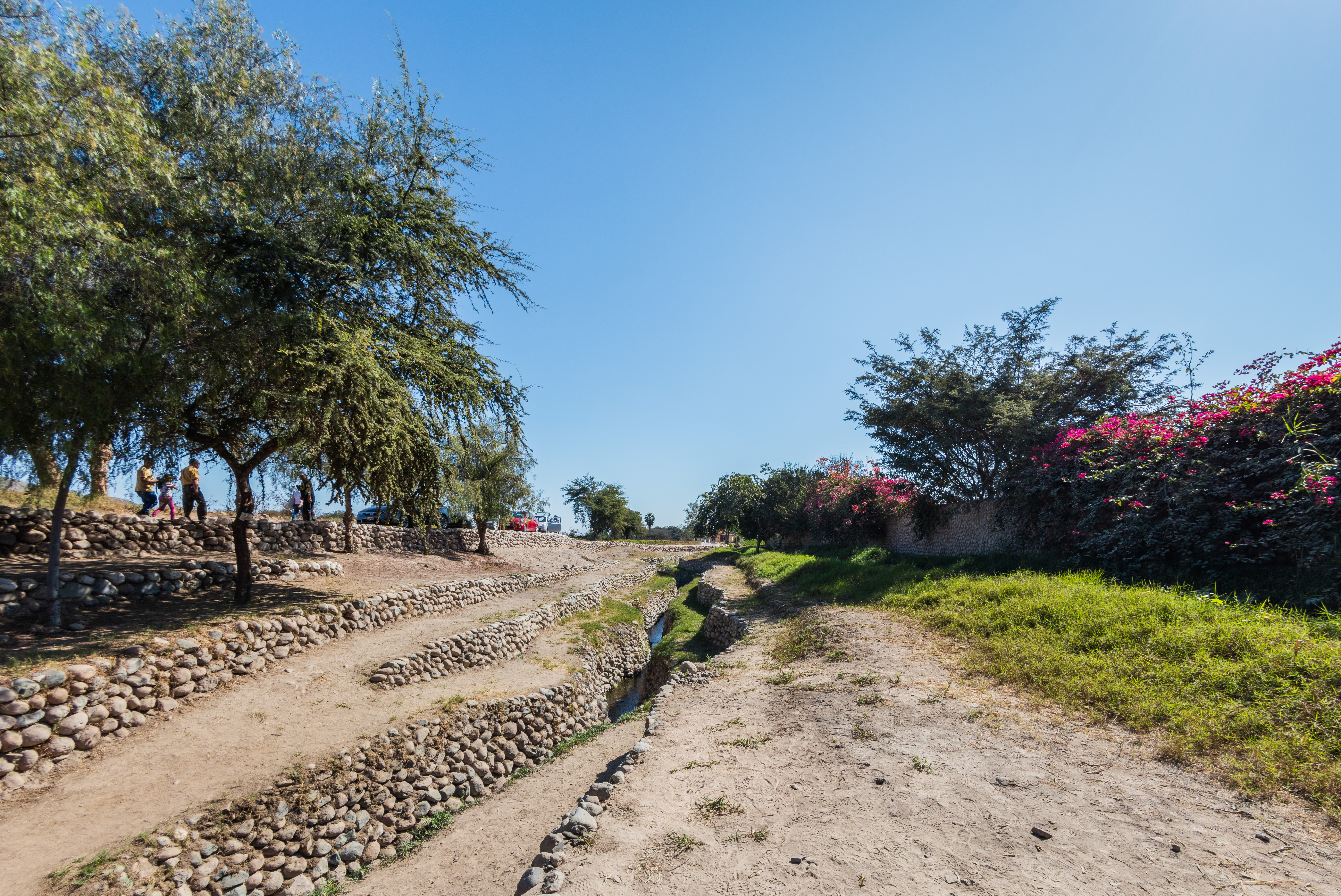
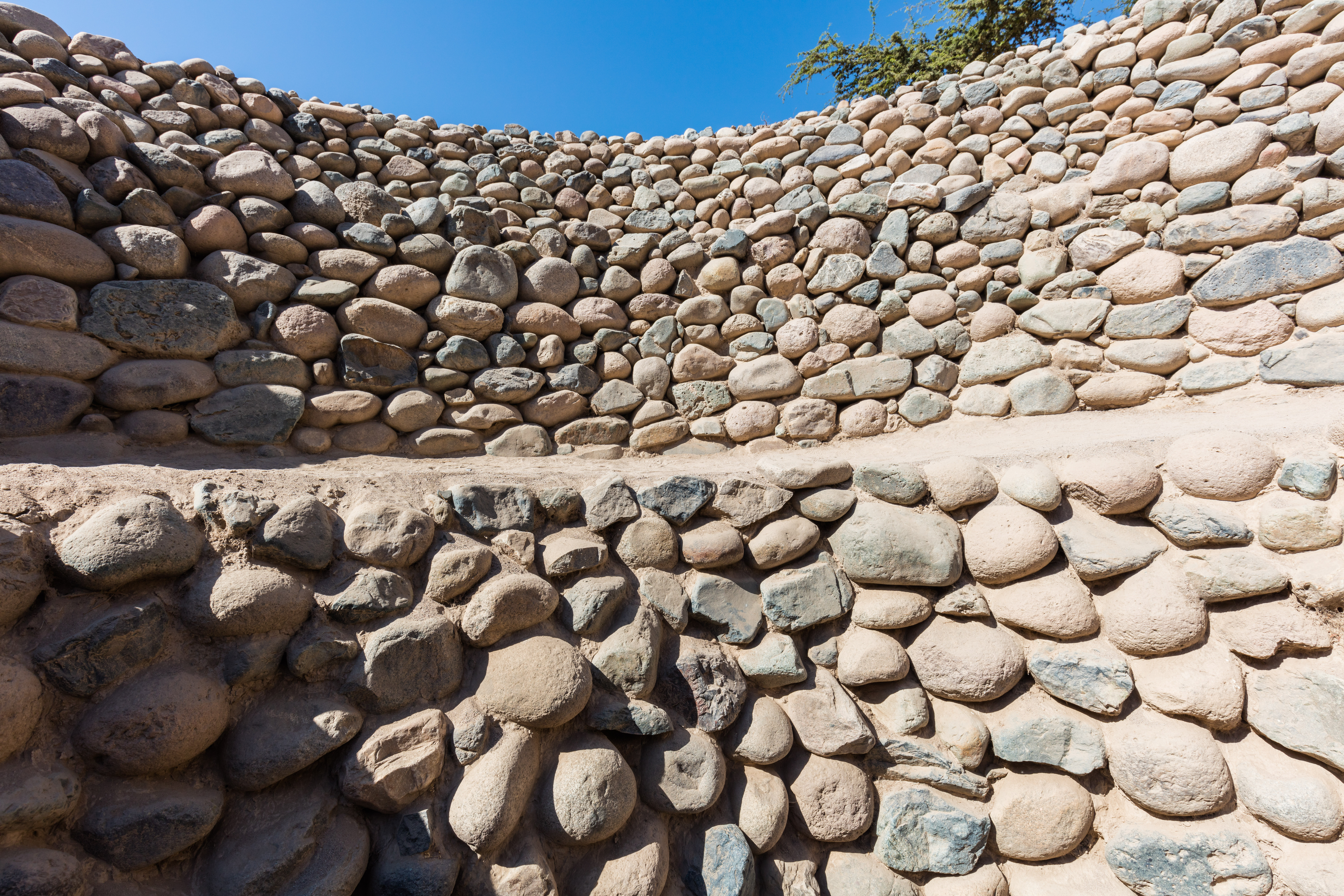

Formen part d'un sistema d'aqüeductes subterranis anomenats puquios, que van ser construïts per la civilització preinca de Nazca fa uns 1.500 anys.

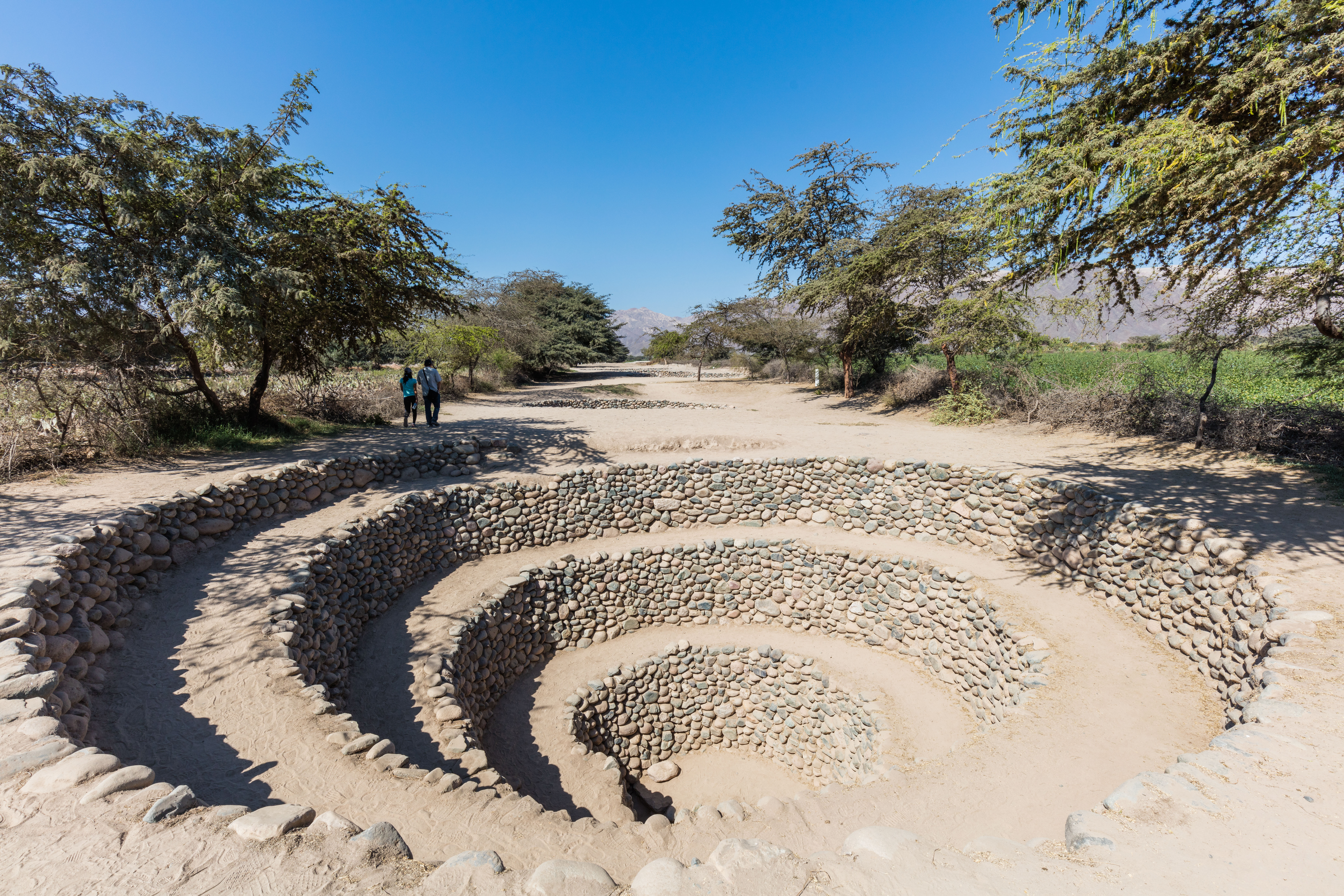
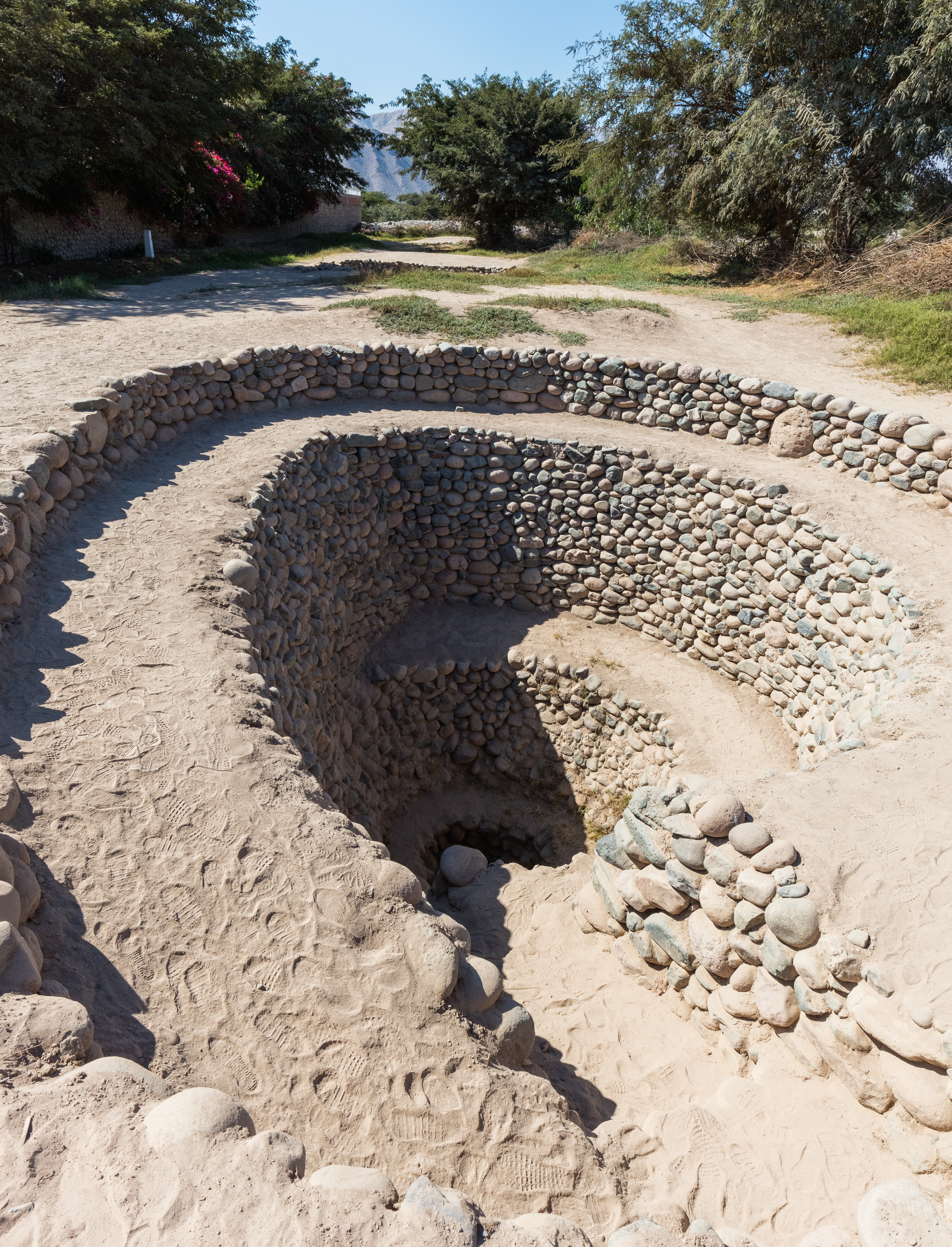
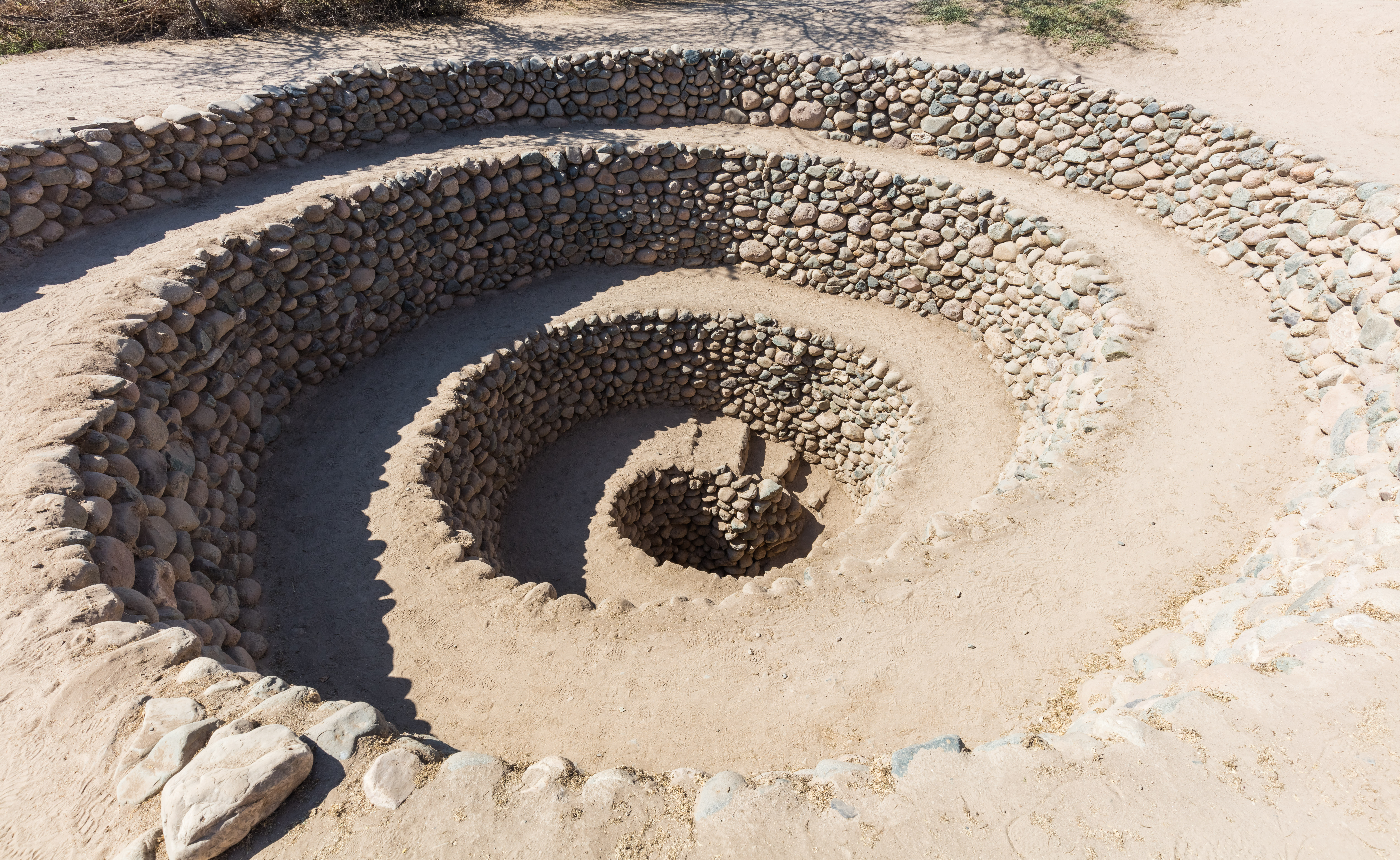

Els aqüeductes asseguraven el subministrament d'aigua a la ciutat de Nazca i als camps del voltant, permetent el cultiu de cotó, mongetes, patates i altres cultius en una regió àrida.